# Chris Squire
Christopher Russell Edward Squire „Chris“ Squire (4. března 1948 Londýn, Anglie – 27. června 2015 Phoenix, Arizona, USA) byl anglický hudebník, zpěvák a skladatel. Od roku 1968 působil jako baskytarista v art rockové skupině Yes, přičemž až do své smrti v roce 2015 byl jediným členem této kapely, který se objevil na všech jejích studiových albech.

## Biografie
Narodil se v Kingsbury, severozápadním předměstí Londýna v Anglii, kde jako malý chlapec začal svou hudební kariéru jako člen pěveckého církevního sboru.
V roce 1964 byl vyloučen ze školy za to, že „měl dlouhé vlasy“, byly mu dány peníze na to, aby se nechal ostříhat a on je místo toho utratil za něco jiného a do školy se již nevrátil.
Squire v 60. letech experimentoval s LSD, až s touto drogou nabyl špatnou zkušenost. Ve svých vzpomínkách uváděl, že strávil měsíce ukrytý v bytě své přítelkyně a bál se vyjít ven. Během tohoto, pro něho těžkého, období se naučil hrát na baskytaru. Po zotavení už LSD nikdy neužil.
Na Chrise Squirea působily již od mládí různé hudební vlivy, od církevní a sborové hudby až ke stylu ze začátku 60. let, který se nazýval Merseybeat. Squireho první hudební zkušenosti byly hudební skupiny The Selfs, The Syn a později Mabel Greer's Toyshop, které předcházely jeho členství ve skupině Yes, kde jeho prvními spoluhráči byli Peter Banks , Jon Anderson a Andrew Jackman.